# مالواناهینا
مالواناهینا (انگلیسی: Malwanahinna)  یک روستا در کشور سری‌لانکا است.